# Sara Carter
Pour les articles homonymes, voir Carter.
Sara Elizabeth Carter (née Dougherty, plus tard connue sous son second nom d'épouse Sara Carter Bayes) née le 21 juillet 1898 à Copper Creek et morte le 8 janvier 1979 à Lodi, est une auteure-compositrice-interprète de musique country. Connue pour sa voix distinctive et profonde, elle est la voix principale et historique de la Carter Family, dans les années 1920 et 1930.

## Biographie
Sara Carter nait à Copper Creek, en Virginie, elle est la fille de William Sevier Dougherty et Nancy Elizabeth Kilgore. Elle épouse Alvin Pleasant (A. P.) Carter le 18 juin 1915, et ils divorcent en 1936. De cette relation naissent trois enfants : Gladys (Mrs. Millard), Janette, et Joe.
En 1927, elle et son mari commence à jouer de la musique sous le nom de la Carter Family. Il s'agit alors de l'un des premiers groupes ruraux et professionnels de country. Ils sont rejoints par sa cousine, Maybelle, qui est alors mariée à Ezra Carter, le frère de A.P Carter. Plus tard, Sara Carter se remarie à Coy Bayes, le cousin de A.P Carter, et déménagent en 1943 en Californie, mettant alors fin à la formation originale. À la fin des années 1940, Maybelle a commencé à effectuer avec ses filles Helen, June, et Anita, sous le nom de The Carter Sisters (Elles reprennent le nom The Carter Family dans les années 1960).[réf. nécessaire]
Sara et Maybelle Carter ont brièvement reformé un groupe dans les années 1960 pour deux albums et effectue quelques concerts. Le duo apparait en tant qu'invité dans un épisode de la série télévisée de la fin des années 1960 nommé The Wilburn Brothers, chantant Little Moses et As The Band Played Dixie.  Après cette période, Sara Carter prend sa retraite en Californie.

## Héritage
Carter a été intronisée en tant que membre de la Carter Family dans le Country Music Hall of Fame en 1970, avec l'icône du bluegrass Bill Monroe.
En 1993, elle apparait sur un timbre émis aux États-Unis en hommage à la Carter Family. En 2001, elle est intronisée à l'International Bluegrass Music Hall of Honor.
Sur un album de 2008, All I Intended to Be, Emmylou Harris chante la chanson How She Could Sing the Wildwood Flower, co-écrite avec Kate et Anna McGarrigle, et traite de la relation entre Sara et A. P. Carter.

## Décès
Sara Carter meurt à Lodi, en Californie, âgée de 80 ans, et est inhumée dans le cimetière de l'église méthodiste de Mt. Vernon à Hiltons, en Virginie. la maison de Sara et A.P Carter, la maison natale d'A.P Carter, mais aussi son magasin, et la maison de Maybelle et Ezra Carter, de même que l’Église où ils sont enterrés, sont tous inscrits sur le Registre national des lieux historiques en tant que ressources thématiques autour de la Carter Family.